# Yvoy-le-Marron
Yvoy-le-Marron is een gemeente in het Franse departement Loir-et-Cher (regio Centre-Val de Loire) en telt 538 inwoners (1999). De plaats maakt deel uit van het arrondissement Romorantin-Lanthenay.

## Geografie
De oppervlakte van Yvoy-le-Marron bedraagt 49,4 km², de bevolkingsdichtheid is 10,9 inwoners per km².
De onderstaande kaart toont de ligging van Yvoy-le-Marron met de belangrijkste infrastructuur en aangrenzende gemeenten.

## Demografie
Onderstaande figuur toont het verloop van het inwonertal (bron: INSEE-tellingen).